# Liste der Biografien/Key
Liste der Biografien |
Portal Biografien |
Personensuche
# |
A |
B |
C |
D |
E |
F |
G |
H |
I |
J |
K |
L |
M |
N |
O |
P |
Q |
R |
S |
T |
U |
V |
W |
X |
Y |
Z |
?
 
Ka |
Kb |
Kc |
Kd |
Ke |
Kf |
Kg |
Kh |
Ki |
Kj |
Kl |
Km |
Kn |
Ko |
Kp |
Kr |
Ks |
Kt |
Ku |
Kv |
Kw |
Ky |
Kx |
Kz
 
Kea |
Keb |
Kec |
Ked |
Kee |
Kef |
Keg |
Keh |
Kei |
Kej |
Kek |
Kel |
Kem |
Ken |
Keo |
Kep |
Ker |
Kes |
Ket |
Keu |
Kev |
Kew |
Kex |
Key |
Kez
Die Liste der Biografien führt alle Personen auf, die in der deutschsprachigen Wikipedia einen Artikel haben. Dieses ist eine Teilliste mit 148 Einträgen von Personen, deren Namen mit den Buchstaben „Key“ beginnt.

## Key
- Key, Alexander (1904–1979), US-amerikanischer Science-Fiction-Autor
- Key, Arden (* 1996), US-amerikanischer American-Football-Spieler
- Key, Astley Cooper (1821–1888), britischer Admiral, Erster Marinelord
- Key, Ben (* 1965), britischer Admiral, Erster Seelord
- Key, cEvin (* 1961), kanadischer Schlagzeuger und Songwriter
- Key, David M. (1824–1900), US-amerikanischer Politiker
- Key, Ellen (1849–1926), schwedische Pädagogin und Schriftstellerin
- Key, Francis Scott (1779–1843), amerikanischer Rechtsanwalt und Amateurdichter
- Key, Hans (1927–2019), deutscher Leichtathlet und Leichtathletiktrainer
- Key, James (* 1972), britischer Ingenieur
- Key, John (* 1961), neuseeländischer Politiker
- Key, John A. (1871–1954), US-amerikanischer Politiker
- Key, Joshua (* 1978), US-amerikanischer Soldat und Kriegsgegner
- Key, Keegan-Michael (* 1971), US-amerikanischer Komiker, Schauspieler und DrehbuchautorKeegan-Michael Key (* 1971)

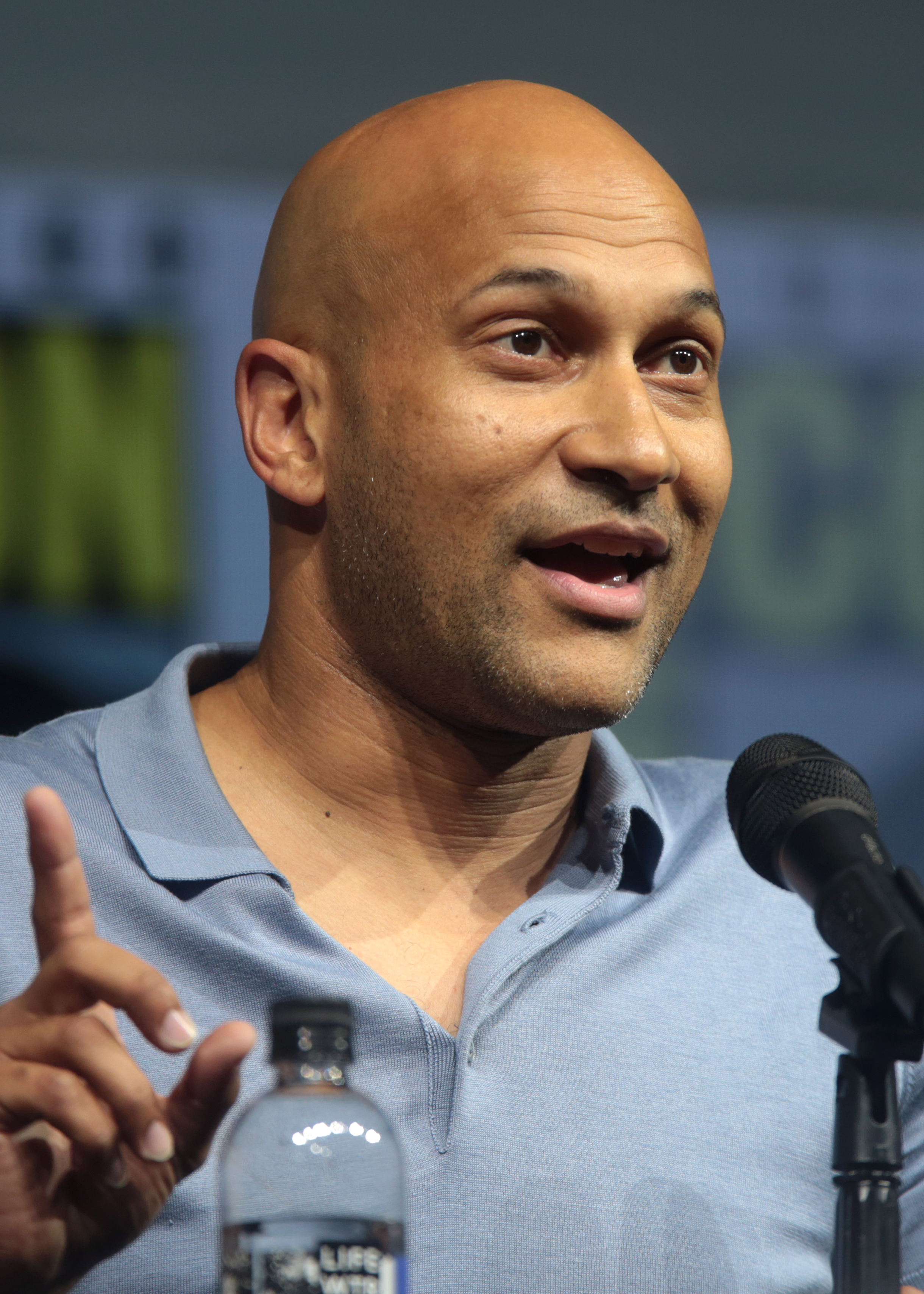
Keegan-Michael Key (* 1971)

- Key, Lieven de († 1627), niederländischer Architekt, Stadtbaumeister von Haarlem und Vertreter des Goldenen Zeitalters
- Key, Marie (* 1979), dänische Pop-Sängerin und Songwriterin
- Key, Philip (1750–1820), US-amerikanischer Politiker
- Key, Philip Barton (1757–1815), US-amerikanischer Jurist und Politiker
- Key, Steph (* 1954), australische Politikerin (ALP)
- Key, Steven (* 1968), US-amerikanischer Basketballspieler und Trainer
- Key, Tim (* 1976), britischer Komiker, Schauspieler, Dichter und DrehbuchautorTim Key (* 1976)

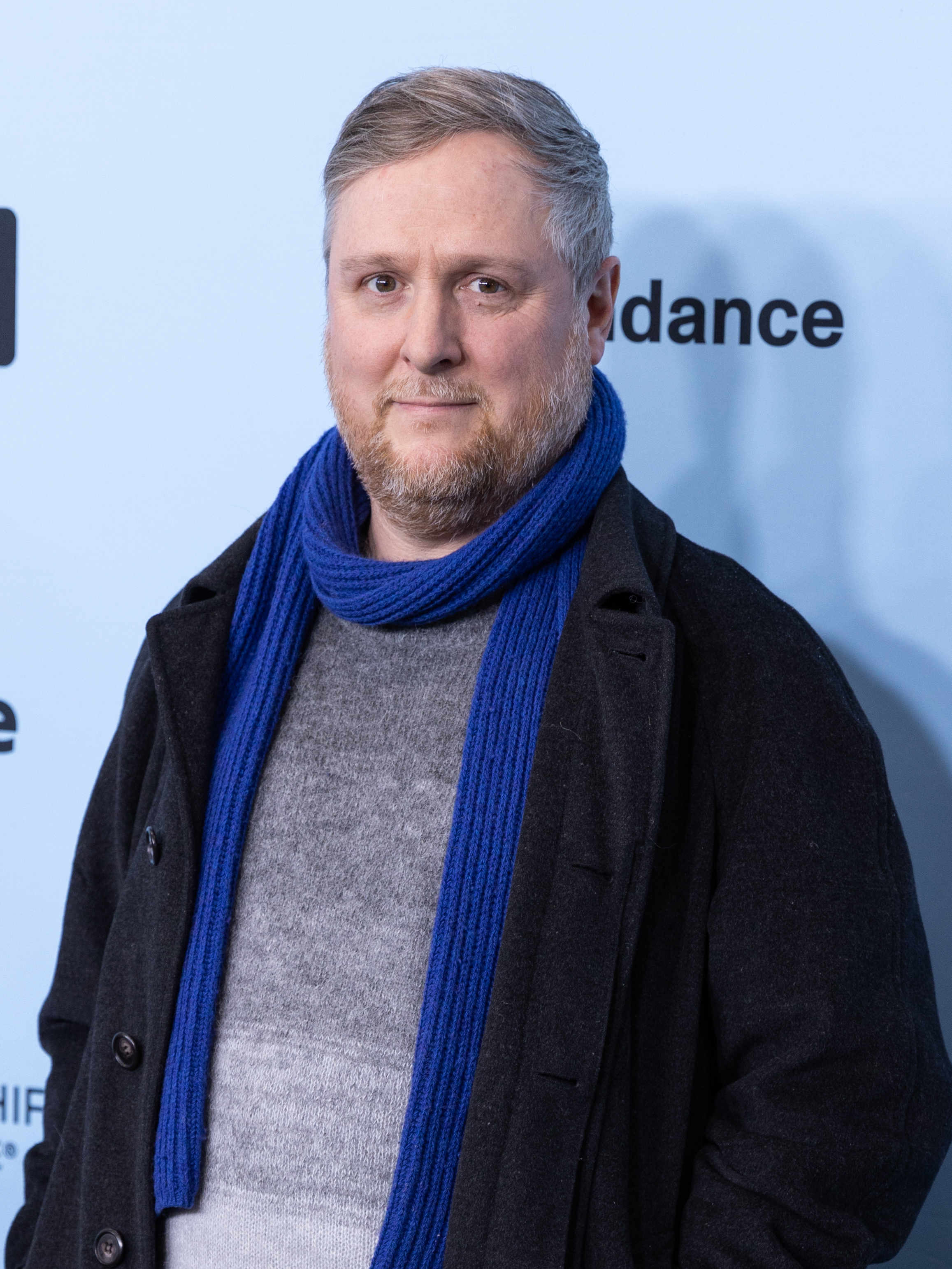
Tim Key (* 1976)

- Key, V. O. Jr. (1908–1963), US-amerikanischer Politikwissenschaftler und Hochschullehrer
- Key, William S. (1889–1959), US-amerikanischer Militär, General der US Army

### Keya
- Keyaerts, Philippe (* 1959), belgischer Spieleautor

### Keyd
- Keydel, Ilse (1921–2003), deutsche Fechterin
- Keydel, Kurt R. (1904–1990), deutsch-amerikanischer Geschäftsmann und Verleger
- Keydell, Rudolf (1887–1982), deutscher Klassischer Philologe und Bibliothekar

### Keye
- Keyenburg, Hermann-Josef (1934–2010), deutscher Kunstpädagoge, Grafiker und Maler
- Keyes, Alan (* 1950), US-amerikanischer Politiker, politischer Talkmaster und ehemaliger Diplomat
- Keyes, Daniel (1927–2014), amerikanischer Schriftsteller
- Keyes, David E. (* 1956), US-amerikanischer Mathematiker und Informatiker
- Keyes, Elias (1758–1844), US-amerikanischer Politiker
- Keyes, Erasmus Darwin (1810–1895), US-amerikanischer Offizier
- Keyes, Eugene C. (1900–1963), US-amerikanischer Politiker
- Keyes, Evelyn (1916–2008), US-amerikanische Schauspielerin
- Keyes, Geoffrey (1888–1967), US-amerikanischer Offizier und Hochkommissar
- Keyes, Greg (* 1963), US-amerikanischer Fantasy- und Science-Fiction-Autor
- Keyes, Henry W. (1863–1938), US-amerikanischer Politiker
- Keyes, Israel (1978–2012), US-amerikanischer Serienmörder
- Keyes, London (* 1989), US-amerikanische PornodarstellerinLondon Keyes (* 1989)

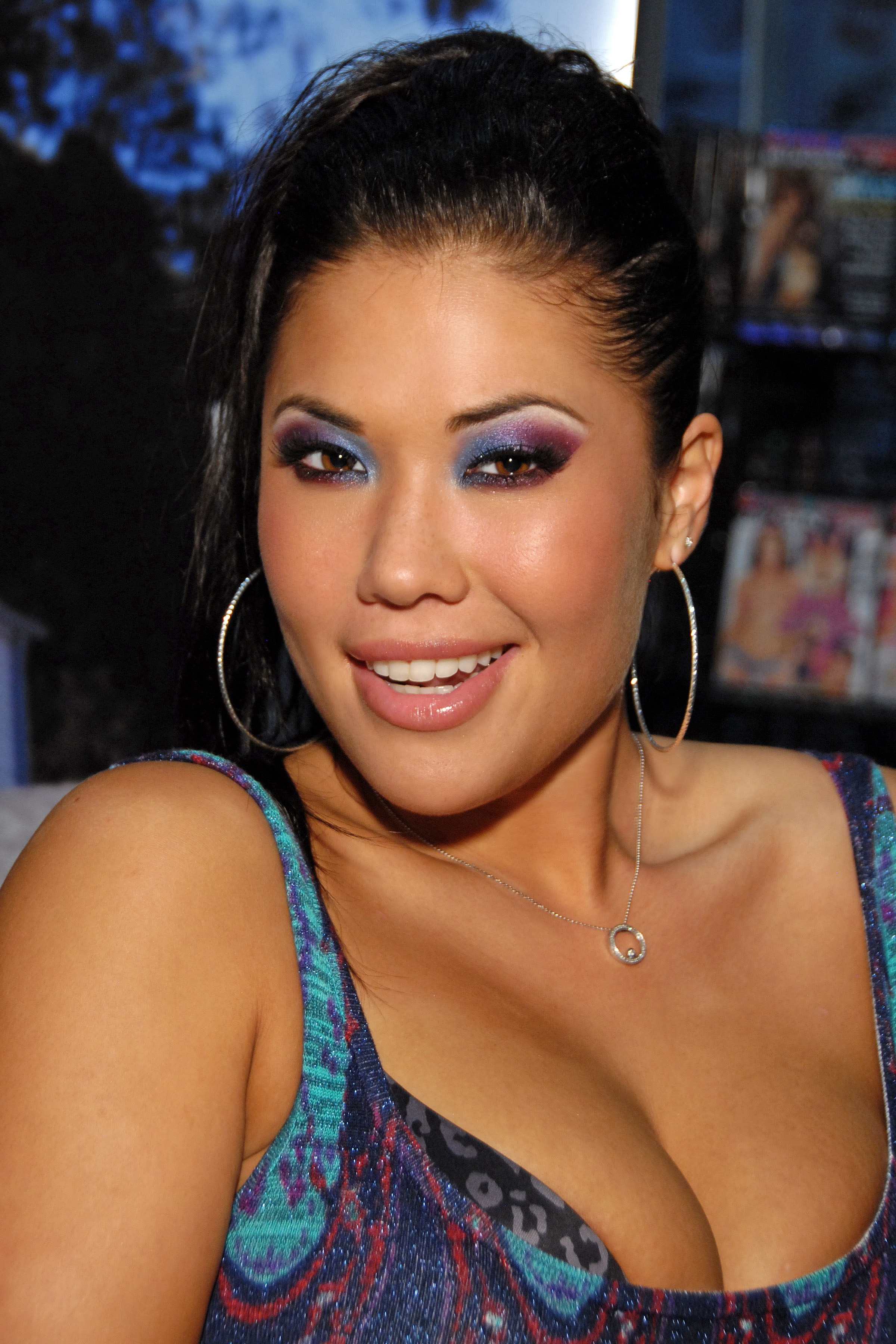
London Keyes (* 1989)

- Keyes, Marian (* 1963), irische Schriftstellerin
- Keyes, Michael (1886–1959), irischer Politiker
- Keyes, Michael Joseph (1876–1959), irisch-amerikanischer Geistlicher und römisch-katholischer Bischof von Savannah
- Keyes, Ralph (* 1945), US-amerikanischer Sachbuchautor und Vortragsredner
- Keyes, Roger, 1. Baron Keyes (1872–1945), britischer Admiral und Politiker, Mitglied des House of Commons
- Keyes, Sidney (1922–1943), britischer Schriftsteller und Soldat im Zweiten Weltkrieg
- Keyes, Wade (1821–1879), US-amerikanischer Jurist und Politiker

### Keyf
- Keyfitz, Barbara (* 1944), kanadisch-US-amerikanische Mathematikerin
- Keyfitz, Nathan (1913–2010), kanadischer Demograph

### Keyh
- Keyhan, Masoud (1886–1961), iranischer Militär und Kriegsminister Irans
- Keyhani, Hossein (* 1990), iranischer Mittelstrecken- und Hindernisläufer
- Keyhoe, Donald E. (1897–1988), US-amerikanischer Flugpionier und UFO-Forscher

### Keyi
- Keying (1787–1858), chinesischer Beamter und Mandschuadliger

### Keyl
- Keyl, Ernst Gerhard Wilhelm (1804–1872), deutscher Pfarrer und Mitbegründer der Missouri-Synode
- Keyl, Friedrich Alexander (1809–1878), deutscher Jurist und Politiker
- Keyl, Friedrich Wilhelm (1823–1871), deutsch-britischer Tier-, Genre- und Landschaftsmaler, Radierer und Illustrator
- Keyl, Hubert (* 1977), österreichischer Politiker (FPÖ)
- Keyl, Julius (1877–1959), deutscher Leichtathlet und Olympiateilnehmer
- Keyler, Eugen (1840–1902), preußischer Generalleutnant
- Keyling, Christoph (1599–1666), deutscher Mediziner
- Keylock, Tom (1926–2009), britischer Chauffeur und Transportunternehmer

### Keym
- Keym, Stefan (* 1971), deutscher Musikhistoriker
- Keymer, Oskar (* 2003), deutscher Nachwuchsschauspieler
- Keymer, Vincent (* 2004), deutscher SchachspielerVincent Keymer (* 2004)

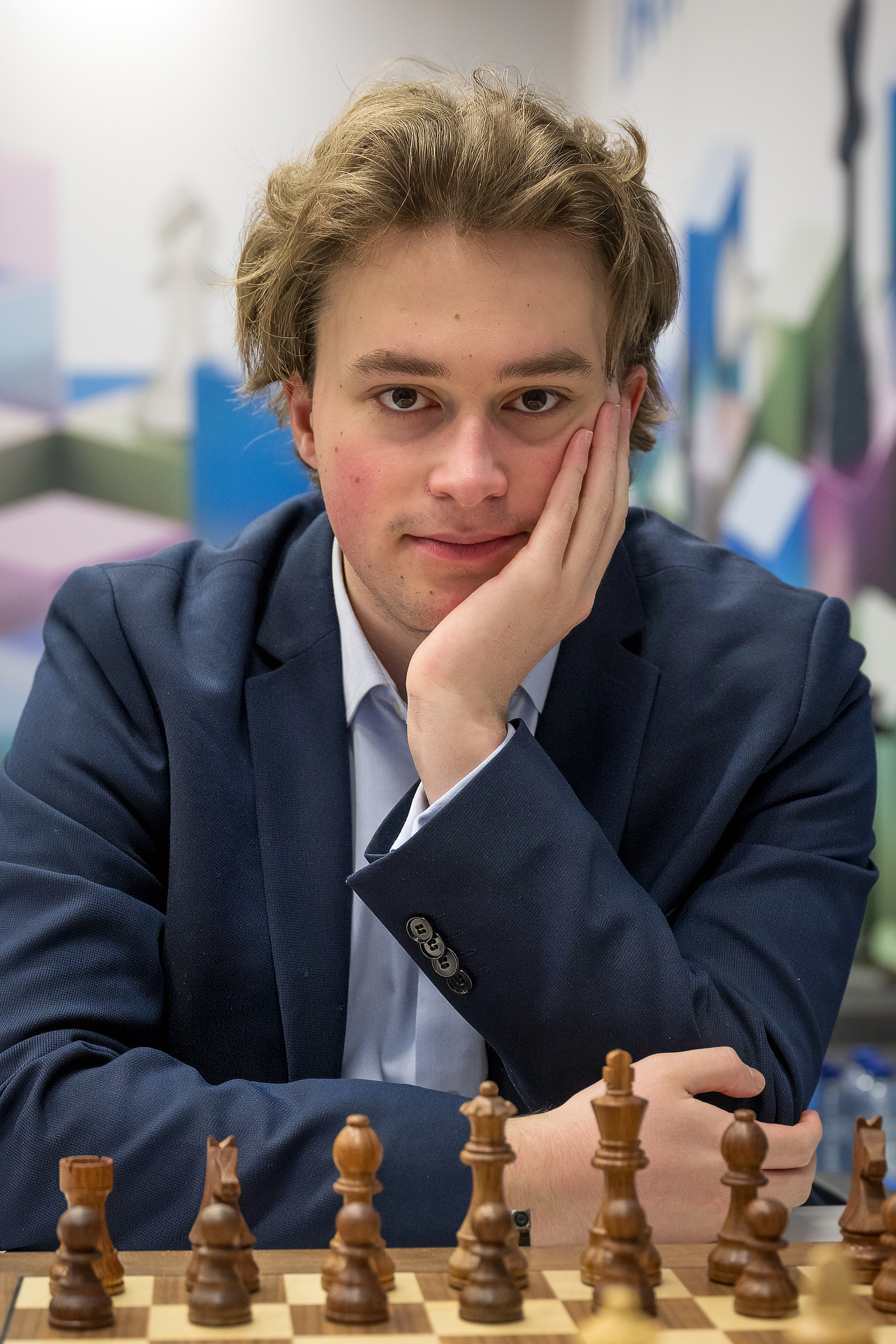
Vincent Keymer (* 2004)

- Keymis, Oliver (* 1960), deutscher Politiker (Bündnis 90/Die Grünen), MdL

### Keyn
- Keynes, Edward (1940–2016), amerikanischer Politikwissenschaftler
- Keynes, Florence Ada (1861–1958), englische Historikerin, Autorin und Politikerin
- Keynes, Geoffrey (1887–1982), britischer Mediziner, Wissenschaftler und Bibliophiler
- Keynes, John Maynard (1883–1946), britischer Ökonom, Politiker und Mathematiker
- Keynes, John Neville (1852–1949), britischer Ökonom
- Keynes, Skandar (* 1991), britischer Filmschauspieler

### Keyr
- Keyrouz, Marie (* 1963), libanesische Sängerin und Ordensschwester

### Keys
- Keys, Alicia (* 1981), US-amerikanische SängerinAlicia Keys (* 1981)

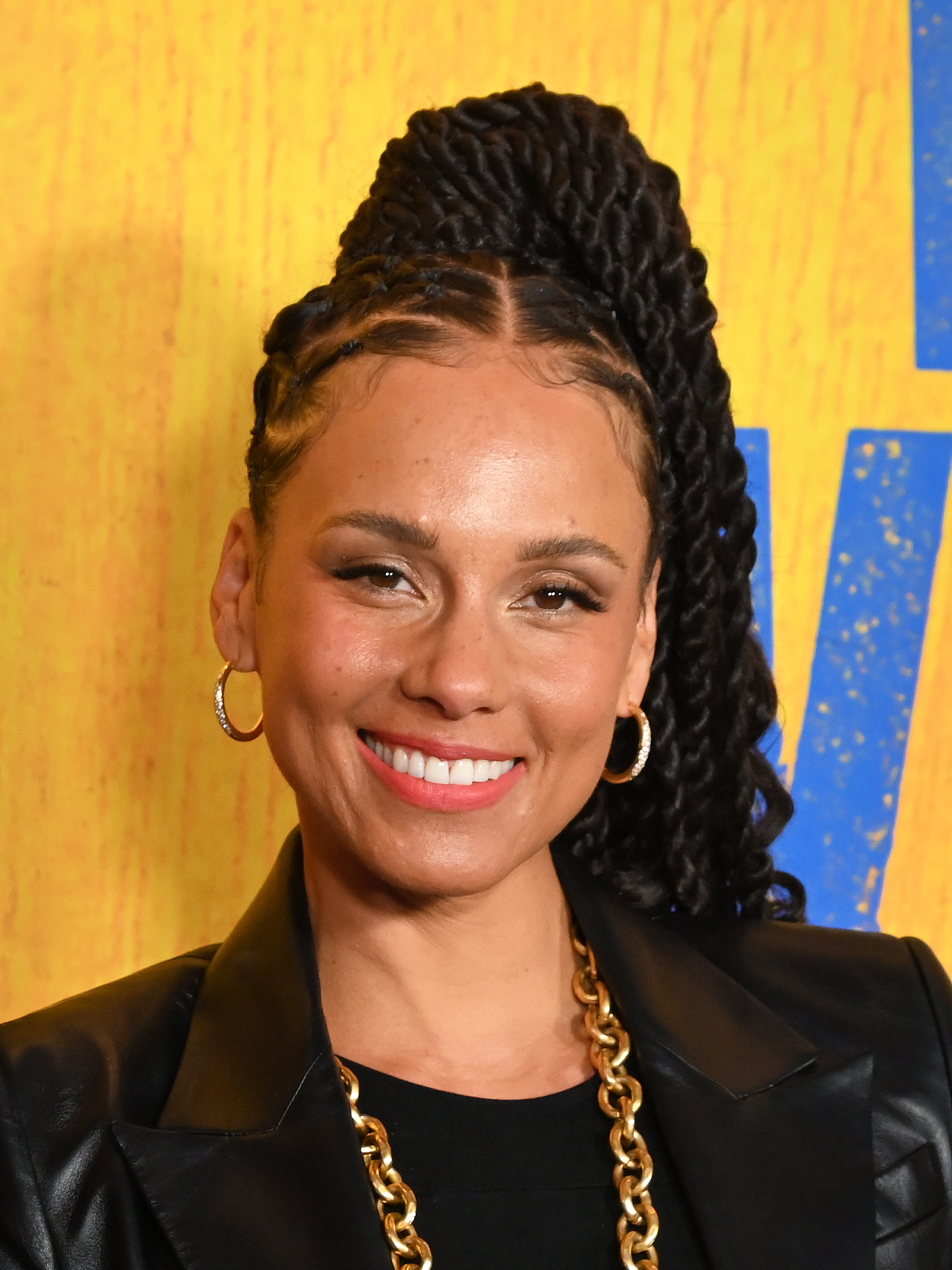
Alicia Keys (* 1981)

- Keys, Amy (* 1967), US-amerikanische Sängerin
- Keys, Ancel (1904–2004), amerikanischer Ernährungsmediziner
- Keys, Anetta (* 1983), tschechisches ehemaliges Erotikmodel
- Keys, Anthony Nelson (1911–1985), britischer Filmproduzent, Regieassistent und Aufnahmeleiter
- Keys, Bobby (1943–2014), US-amerikanischer Saxophonist
- Keys, Calvin (1942–2024), US-amerikanischer Jazzmusiker (Jazz-Gitarrist)
- Keys, Donald Wells (1911–1995), US-amerikanischer Bildhauer
- Keys, George (* 1959), neuseeländischer Ruderer
- Keys, Madison (* 1995), US-amerikanische Tennisspielerin
- Keys, Martha (1930–2024), US-amerikanische Politikerin
- Keys, Ronald (* 1945), US-amerikanischer Offizier, General der US Air Force
- Keyser, Abraham (1603–1652), deutscher Jurist und Diplomat
- Keyser, Abraham junior (1784–1873), US-amerikanischer Politiker
- Keyser, Agnes (1869–1941), Mätresse von König Eduard VII. von Großbritannien
- Keyser, Bertha (1868–1964), deutsche Gründerin eines Missionswerks
- Keyser, Cassius (1862–1947), US-amerikanischer Mathematiker
- Keyser, Charlotte (1890–1966), deutsche Lehrerin und Schriftstellerin
- Keyser, David de (1927–2021), britischer Schauspieler
- Keyser, Emil (1846–1923), Schweizer Landschaftsmaler
- Keyser, Erich (1893–1968), deutscher Historiker
- Keyser, F. Ray (1927–2015), US-amerikanischer Politiker
- Keyser, Günther (1820–1874), Jurist, Reichstagsabgeordneter
- Keyser, Hendrick de (1565–1621), niederländischer Architekt und Bildhauer, Stadtbaumeister von Amsterdam und Vertreter des Goldenen Zeitalters
- Keyser, Jakob (1818–1876), Schweizer Politiker
- Keyser, Jean-Pierre de (* 1965), deutscher Fußballspieler
- Keyser, Ludwig Maria (1765–1840), Schweizer Politiker
- Keyser, Martin (1663–1727), deutscher Jäger und Fischereimeister
- Keyser, Michael (* 1947), US-amerikanischer Journalist, Fotograf und Autorennfahrer
- Keyser, Pieter de († 1676), niederländischer Baumeister und Bildhauer
- Keyser, Pieter Dirkszoon (1540–1596), niederländischer Navigator
- Keyser, Rudolf (1803–1864), norwegischer Historiker
- Keyser, Stefanie (1847–1926), deutsche Autorin
- Keyser, Theobald (1901–1984), deutscher Bergbauingenieur und -manager
- Keyser, Thomas de, niederländischer Maler
- Keysere, Arend De († 1490), Drucker von Inkunabeln in Flandern
- Keyserling, Alexander von (1815–1891), deutschbaltischer Geologe und Paläontologe
- Keyserling, Archibald von (1882–1951), deutschbaltischer Marineoffizier
- Keyserling, Arnold (1922–2005), deutsch-österreichischer Philosoph und Religionswissenschaftler
- Keyserling, Caroline von (1727–1791), deutsche Künstlerin und Gesellschaftsdame
- Keyserling, Dietrich von (1713–1793), deutschbaltischer Offizier und Staatsmann
- Keyserling, Eduard von (1855–1918), deutscher Schriftsteller und Dramatiker des ImpressionismusEduard von Keyserling (1855–1918)

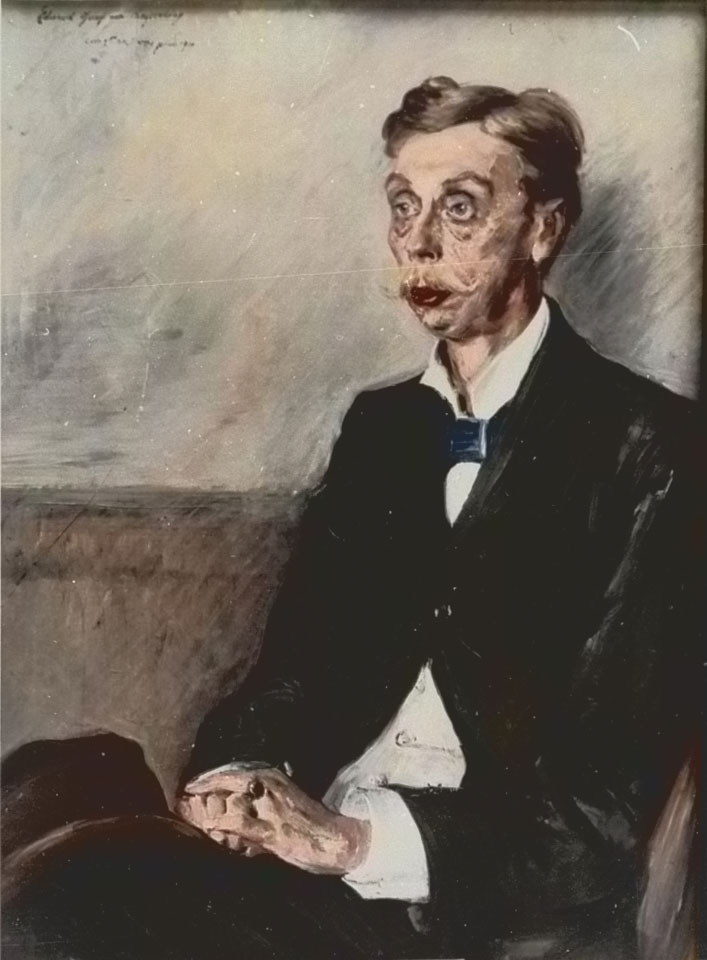
Eduard von Keyserling (1855–1918)

- Keyserling, Eugen von (1832–1889), deutsch-baltischer Forschungsreisender und Arachnologe
- Keyserling, Hermann Graf (1880–1946), deutscher PhilosophHermann Graf Keyserling (1880–1946)

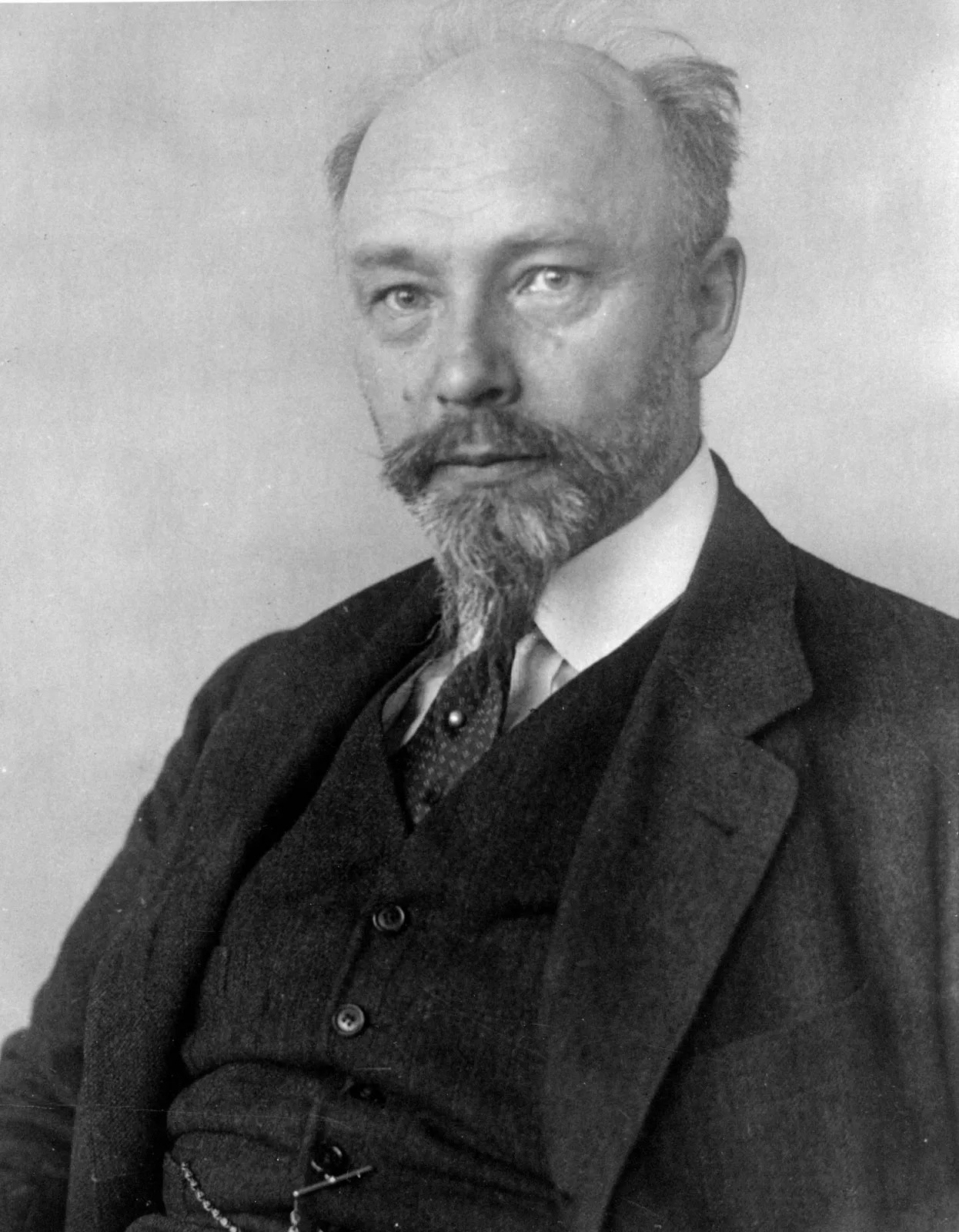
Hermann Graf Keyserling (1880–1946)

- Keyserling, Leon (1908–1987), US-amerikanischer Ökonom
- Keyserlingk zu Rautenburg, Otto von (1802–1885), deutsch-baltischer Großgrundbesitzer und Politiker, MdR
- Keyserlingk, Carl Wilhelm Graf von (1869–1928), deutscher Landwirt, Gutsverwalter und Anthroposoph
- Keyserlingk, Dietrich von (1698–1745), Offizier, Vertrauter Friedrichs des Großen, Freimaurer
- Keyserlingk, Ernst von (1743–1821), preußischer Oberst
- Keyserlingk, Heinrich von (1861–1941), deutscher Rittergutsbesitzer, Verwaltungs- und Hofbeamter und Parlamentarier
- Keyserlingk, Hermann Carl von (1696–1764), russischer Gesandter
- Keyserlingk, Hermann von (1812–1880), kurländischer Gutsbesitzer und Landesbeamter
- Keyserlingk, Hugo von (* 1939), deutscher Psychiater und Neurologe, Fotograf und Publizist
- Keyserlingk, Johann Heinrich von († 1734), kurländischer Kanzler
- Keyserlingk, Linde von (1932–2020), deutsche Familientherapeutin und Autorin
- Keyserlingk, Margarete Gräfin (1879–1958), deutsche Frauenrechtlerin
- Keyserlingk, Walter Freiherr von (1869–1946), deutscher Marineoffizier, zuletzt Vizeadmiral
- Keyserlingk-Cammerau, Robert von (1866–1959), deutscher Staatsrechtler, Ministerialbeamter und Mitbegründer der Deutschnationalen Volkspartei (DNVP)
- Keyserlingk-Rautenburg, Heinrich von (1831–1874), deutscher Diplomat
- Keysers, Christian (* 1973), deutsch-französischer Neurowissenschaftler
- Keyßer, Christian (1877–1961), deutscher Missionar
- Keyßler, Johann Georg (1693–1743), deutscher Reiseschriftsteller, Prähistoriker und Hauslehrer
- Keyßner, Hugo (1827–1905), deutscher Jurist
- Keyßner, Johann Theodor († 1781), deutscher Komponist
- Keyßner, Karl (1906–1978), deutscher Klassischer Philologe und Gymnasialdirektor
- Keyßner, Theodor Gottlieb Carl (1757–1837), deutscher evangelischer Geistlicher und Pädagoge
- Keyßner, Thomas (* 1956), deutscher Jurist und Kommunalpolitiker (Bündnis 90/Die Grünen)
- Keyßner, Werner (1903–1969), deutscher Politiker (NSDAP, FDP), MdL, MdR

### Keyt
- Keyt, David (* 1930), US-amerikanischer Philosoph und Philosophiehistoriker
- Keyt, George (1901–1993), sri-lankischer Dichter und Maler

### Keyv
- Keyvan, Anthony (* 2000), US-amerikanischer Schauspieler

### Keyw
- Keyworth, George A. II (1939–2017), amerikanischer Physiker

### Keyy
- Keyyo (* 1997), schwedische Fernsehmoderatorin

### Keyz
- Keyza Soze, deutscher Musikproduzent, Komponist
- Keyzer, Bruno de (1949–2019), französischer Kameramann
- Keyzer, Mike (1911–1983), niederländischer Diplomat, Politiker und Rundfunkintendant